# Lycoriella suboptica
Lycoriella suboptica är en tvåvingeart som beskrevs av Werner Mohrig och Boris Mamaev 1990. Lycoriella suboptica ingår i släktet Lycoriella och familjen sorgmyggor. Inga underarter finns listade i Catalogue of Life.